# Clepsis aba
Clepsis aba är en fjärilsart som beskrevs av Józef Razowski 1979. Clepsis aba ingår i släktet Clepsis och familjen vecklare. Inga underarter finns listade i Catalogue of Life.